# Lhor
Lhor là một xã trong vùng hành chính Lothringen, thuộc tỉnh Moselle, quận Château-Salins, tổng Albestroff. Tọa độ địa lý của xã là 48° 53' vĩ độ bắc, 06° 52' kinh độ đông. Lhor nằm trên độ cao trung bình là 235 mét trên mực nước biển, có điểm thấp nhất là 218 mét và điểm cao nhất là 249 mét. Xã có diện tích 5,4 km², dân số vào thời điểm 2004 là 142 người; mật độ dân số là 26,8 người/km². Lhor thuộc Pháp từ năm 1766.

## Thông tin nhân khẩu
| 1962 | 1968 | 1975 | 1982 | 1990 | 1999 |
| ---- | ---- | ---- | ---- | ---- | ---- |
| 179  | 195  | 174  | 163  | 160  | 110  |